# Teateråret 1991

## Händelser

### Oktober
- 5 oktober - Galenskaparna och After Shaves revy Grisen i säcken har urpremiär på Lorensbergsteatern i Göteborg.

### Okänt datum
- Finn Poulsen efterträder Åke Lundqvist som chef för Uppsala stadsteater[1]

## Priser och utmärkelser
- O'Neill-stipendiet tilldelas Börje Ahlstedt
- Thaliapriset tilldelas Lars Molin
- Sylvia Lindenstrand och Loa Falkman tilldelas Jussi Björlingstipendiet

### Guldmasken
| Bästa skådespelerska:          | Birgitta Andersson   | Flott & Lagom |
| Bästa skådespelare:            | Dan Ekborg           | Flott & Lagom |
| Bästa kvinnliga biroll:        | Petra Nielsen        | Grease        |
| Bästa manliga biroll:          | Kim Sulocki          | Grease        |
| Bästa kvinnliga musikalartist: | Kategorin finns ej   |               |
| Bästa manliga musikalartist:   | Kategorin finns ej   |               |
| Regi:                          | Thomas Ryberger      | Flott & Lagom |
| Koreografi:                    | Runar Borge          | Grease        |
| Scenografi:                    | Ingemar Wiberg       | Tomas Revy    |
| Kostym:                        | Lars-Åke Wilhelmsson | Grease        |
| Juryns specialpris:            | Hasse Wallman        | China Teatern |
| Privatteatrarnas pris:         | Robert Broberg       |               |

Se vidare MusikalNet listor över pristagare

## Årets uppsättningar

### Okänt datum
- Robin Hood i Gunnebo sommarspel
- Galenskaparna och After Shave har sin femte gemensamma revy Grisen i säcken på Lorensbergsteatern.